# Тысяча облаков мира закрыли небо, люби, твоя любовь будет вечной
«Тысяча облаков мира закрыли небо, люби, твоя любовь будет вечной» (исп. Mil nubes de paz cercan el cielo, amor, jamas acabaras de ser amor) — мексиканский фильм режиссёра Хулиана Эрнандеса.

## Сюжет
Семнадцатилетний Эрардо только что порвал с неким Бруно. Неясно, в каких отношениях находились юноши и как долго эти отношения продолжались. В одиночестве и отчаянии Эрардо блуждает по улицам города. Все мужчины, с которыми он знакомится, напоминают ему о возлюбленном. Эрардо очень хочет вернуть ушедшую любовь. Но возможно ли это? После долгих скитаний парень умирает от сердечного приступа и в потустороннем мире находит то, что не смог ему дать мир реальный: возможность быть рядом с тем, кого любишь.

## В ролях
| Актёр              | Роль   |
| ------------------ | ------ |
| Хуан Карлос Торрес | Бруно  |
| Хуан Карлос Онтуно | Эрардо |

## Критика и награды
На агрегаторе рецензий «Rotten Tomatoes» рейтинг одобрения составляет 31 % на основании 26 рецензий. На сайте «Metacritic» картина получила «в основном негативный» рейтинг в 35 процентов на основе 16 рецензий критиков. На фестивале «Берлинале» в 2003 году фильм был удостоен премии Teddy в номинации «Лучший художественный фильм».